# Li Xianji
Li Xianji (chiń. 李憲吉; ur. 20 września 1965) – chiński zapaśnik w stylu wolnym. Olimpijczyk z Seulu 1988, gdzie odpadł w eliminacjach w kategorii 62 kg.
Zajął czternaste miejsce na mistrzostwach świata w 1987 roku.